# Gorgorhynchus ophiocephali
Gorgorhynchus ophiocephali är en hakmaskart som beskrevs av Caetano Xavier Furtado och Lau 1971. Gorgorhynchus ophiocephali ingår i släktet Gorgorhynchus och familjen Rhadinorhynchidae. Inga underarter finns listade i Catalogue of Life.